# Цитрат свинца(II)
Цитрат свинца(II) — химическое соединение,
соль свинца и лимонной кислоты
с формулой Pb3(C6H5O7)2,
кристаллы,
растворяется в воде,
образует кристаллогидрат — бесцветные кристаллы.

## Физические свойства
Цитрат свинца(II) образует кристаллы.
Растворяется в воде.
Образует кристаллогидрат состава Pb3(C6H5O7)2•3H2O.

## Применение
- Компонент катализаторов [1].